# Telneset Station
Telneset Station (Telneset stasjon) er en tidligere jernbanestation på Rørosbanen, der ligger ved bygden Telneset i Tynset kommune i Norge.
Stationen åbnede 5. juli 1878, året efter at banen blev taget i brug. Oprindeligt hed den Telnæs, men den skiftede navn til Telneset i 1891. Den blev nedgraderet til holdeplads 1. marts 1923 men opgraderet til station 15. maj 1936. Den blev nedgraderet til trinbræt 1. juni 1958, en status der i 1974 blev ændret til trinbræt med læssespor. Betjeningen med persontog ophørte 16. juni 2002, men stationen er ikke nedlagt formelt.
Stationsbygningen blev opført til åbningen i 1878 efter tegninger af Peter Andreas Blix. Tilsvarende bygninger blev opført flere andre steder på banen, heriblandt den stadigt eksisterende på Barkald Station. Bygningen i Telneset blev revet ned i 1972. Efterfølgende stod der et læskur på den korte perron i en årrække.